# Casa de la Convención
El museo histórico Casa de la Convención de Rionegro, en Antioquia, es una importante obra arquitectónica de la historia de Colombia; su construcción, de estilo colonial, remite a los tiempos en que los españoles dominaban en Colombia.
Sus muros de tapia, su enorme patio, sus tejas de barro y la fina madera de otros tiempos, dejan percibir los restos del aire colonial de una ciudad considerada como Monumento Nacional de Colombia desde 1963. En el interior de esta casa, perteneciente en el momento de la Convención al caballero Sinforoso García Salgar, se guarda el archivo histórico municipal, con documentación correspondiente al periodo 1750 - 1930: disposiciones de gobierno, actas notariales, sumarios y otros.

## Descripción

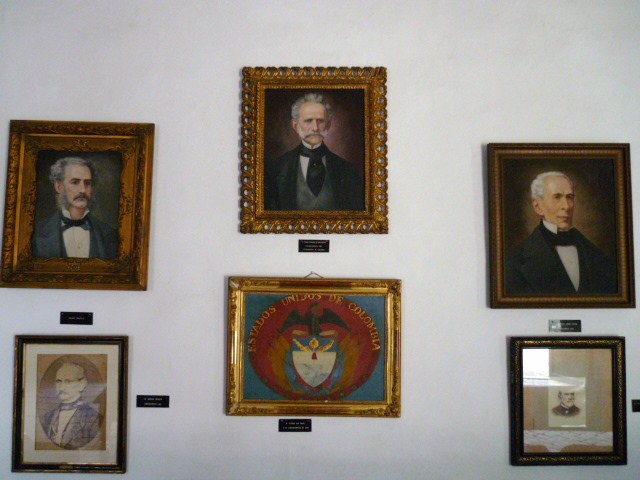
Retrato de Tomás Cipriano de Mosquera y escudo de los Estados Unidos de Colombia.

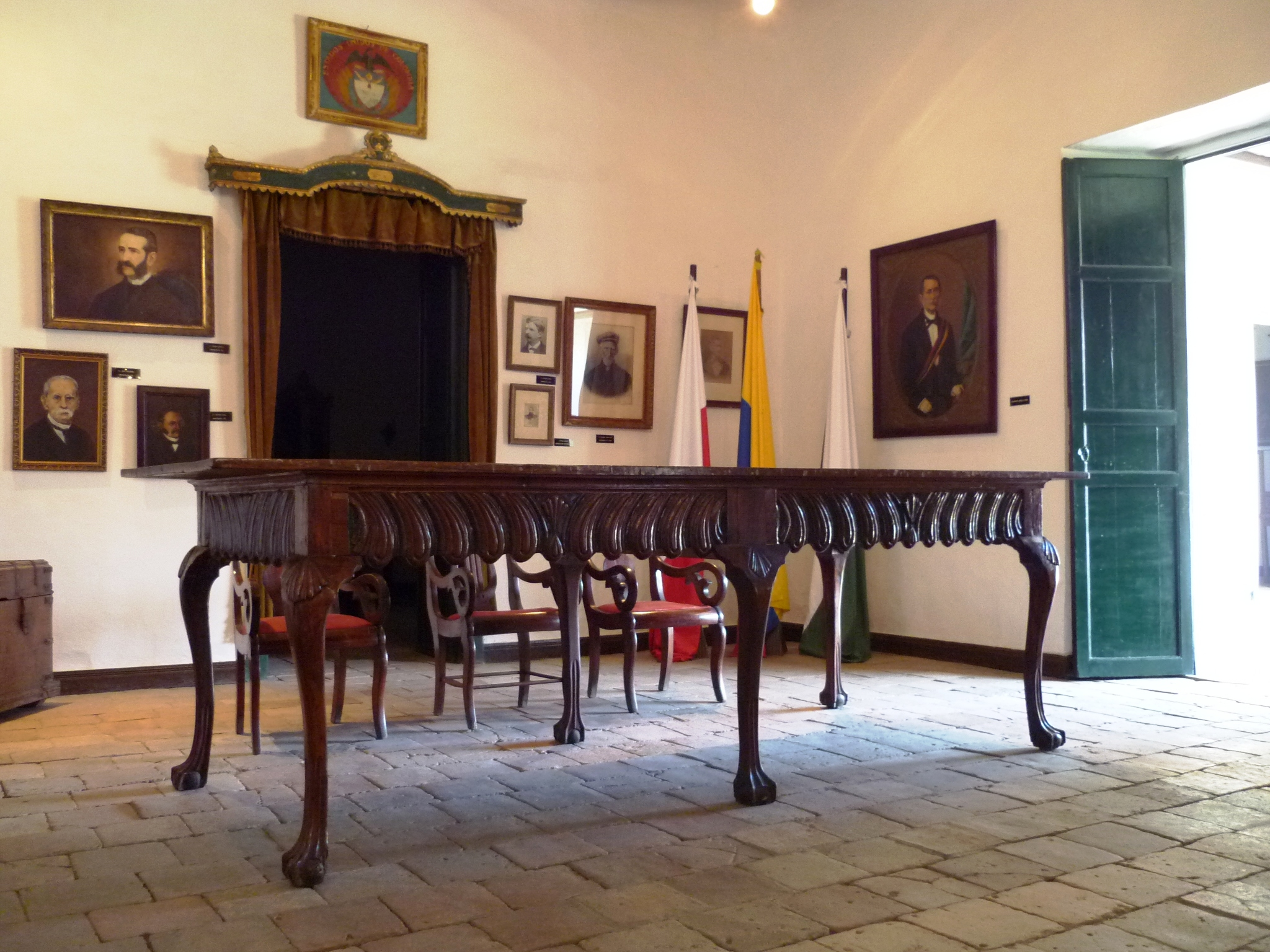
Mesa de la Constitución de 1863 devuelta a la casa de la convención al celebrarse los 150 años de la constitución de los Estados Unidos de Colombia en Rionegro el 8 de mayo de 2013.

El museo consta de seis salas que rinden homenaje a distintos personajes y acontecimientos de la historia rionegrera y colombiana. El principal, sucedido en el mismo lugar donde se encuentra hoy la primera sala, es la Constitución de los Estados Unidos de Colombia, firmada el 4 de febrero de 1863 y caracterizada por su radicalismo, sus tesis federales y su estampa liberal.

### Sala I
Allí se pueden observar las imágenes de los 64 integrantes de dicha Convención, el arca triclave donde se guardaban los documentos, copias de las actas y réplicas simbólicas de las mesas y sillas utilizadas por los asistentes y la mesa en donde fue firmada la constitución de 1863. La sala está custodiada por un busto de Juan del Corral.

### Sala II
La segunda sala rinde homenaje a la ciudad Santiago de Arma de Rionegro. Una imagen de su patrono, San Nicolás el Magno, la resguarda. A su lado se encuentra el primer escudo de la ciudad, donado por el Rey Carlos III en 1786. En un costado se encuentra el retrato de uno de los primeros gobernantes de la población, Felipe de Villegas y Córdova, así como un arcón donde se guardan los documentos de los 400 años de Rionegro, el cual solo se abrirá cuando “la hidalga” cumpla 500 años desde su fundación.

### Sala III
Está dedicada a José María Córdova, héroe de la independencia de Colombia. Una destacada pintura del líder militar se puede ver allí, junto a las de otros personajes como Liborio Mejía, coronel y presidente dictador entre 1812 y 1816, el edecán Francisco Villa, el primer dueño de la casa José María Montoya, Francisco de Paula Santander, Manuelita Sáenz y Simón Bolívar. Está ambientada con objetos personales de Córdova y sus pares, como armas, muebles y pinturas de la época.
|                                                                                    |
| Versión del escudo otorgado a la ciudad por don Carlos III, Rey de España en 1786. |

|                                     |
| Actual escudo de armas de Rionegro. |

| |
| Conmemoración del bicentenario de la constitución de Cádiz, 19 de marzo de 1812 - 2012. Obsequio del presidente de Venezuela, Hugo Chávez. |

|                                          |
| Personajes de la independencia nacional. |

|                                                                    |
| Busto de Francisco Miranda. Obsequio del expresidente Hugo Chávez. |

### Sala IV
En el siglo XIX, Rionegro llegó a ser una de las ciudades más modernas de Antioquia, por lo que fue una de las primeras en tener imprenta, y la cuarta sala rinde homenaje a este suceso.

### Sala V

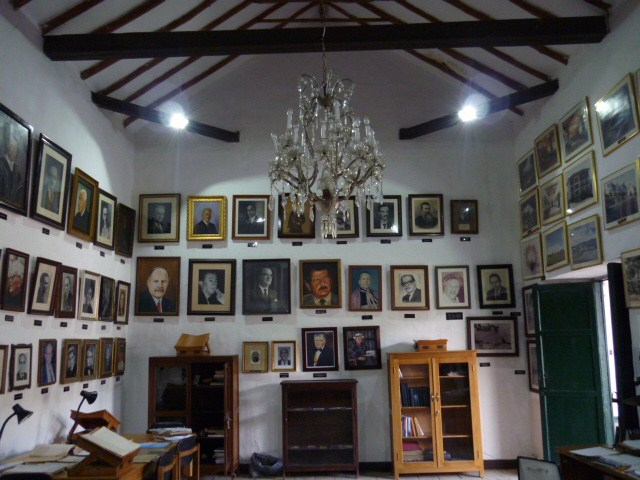
Sala dedicada a personajes rionegreros.

La quinta sala está dedicada a hombres ilustres nacidos en el Valle de San Nicolás. Pinturas y fotografías de Ricardo Rendón, Gilberto Echeverri, Baldomero Sanín, Néstor Sanín, Juan Manuel González, Samuel Álvarez, entre otros, se encuentran allí.

### Sala VI
Guarda el segundo archivo más importante del departamento; en él hay actas de Concejo, de Gobierno y de Justicia, de 1800 hasta 1900.